# Dumitru Cerna
Dumitru Cerna (n. 1955, comuna Cerna, Tulcea). Poet, publicist, prozator și eseist clujean. Doctor cum laude în Filologie. Cetățean de onoare al comunei Cerna. Membru titular al Uniunii Scriitorilor din România, filiala Cluj. Debut absolut cu articole, în ziarul "Făclia" (1975). Debut cu poezie, în revista ,,Tribuna"   (1987). Debut cu proză scurtă, în revista "Cetatea Culturală" (1998).